# Монітори типу «Жаварі»
Монітори типу «Жаварі» - тип брустверних моніторів, складався з двох кораблів, Javari («Жаварі») і Solimões («Солімоєс»), побудованих на верфях Forges et Chantiers de la Méditerranée в Ла-Сейні та Гаврі у Франції між 1874 і 1875 роками, які виконували функцію основних кораблів.

## Історія
Монітори діяли у складу  Бразильського імператорського військового флоту (згодом ВМС Бразилії ) між 1875 і 1893 роками. Назва "Жаварі" - на честь річки Javari, притоці річки Solimões (звідси і назва другого корабля).  
Августа 19, 1884 р, під повідомлення № 1541A, тодішній міністр бізнесу ВМФ адмірал Жоакім Раймундо де Ламар, клас Javari був включений до складу новоствореного ескадри Розвитку, група, утворена з 16 пароплавів, які демонстрували досягнення, які механіка, термодинаміка, оптика та електроенергія надали структурі кораблів, їх артилерії та їх новітній зброї: торпедам. 
«Solimões» потонув поблизу берегів Уругваю у 1892 році. «Жаварі» був потоплений береговою артилерією вірних уряду військ під час Бразильського повстання військово-морського флоту. 

## Спадкоємці імені
На початку 20 століття імена моніторів типу «Жаварі» мали отримати великі річкові монітори, призначені для дій на Амазонці.  Кораблів замовили три, тож  крім назв моніторів 19 століття, додатковий корабель був названий на честь ще однієї бразильської річки, Мадейра.
Втім через економічну кризу кораблі не були оплачені, після початку Першої світової війни їх викупив британський уряд і кораблі увійшли до складу Королівського флоту як монітори типу «Хамбер».

## Кораблі
| Ім'я     | Зображення | Назва на честь | Будівник                                        | Завершення | Загибель |
| -------- | ---------- | -------------- | ----------------------------------------------- | ---------- | -------- |
| Жаварі   |            | Річка Жаварі   | Forges et Chantiers de la Méditerranée, Франція | 1874 рік   | 1893 рік |
| Solimões |            | Річка Солімоєс | Forges et Chantiers de la Méditerranée, Франція | 1875 рік   | 1892 рік |